# 強尼·哈里斯
強尼·哈里斯（英語：Johnny Harris；1988年5月28日—），美国电影制片人、记者和YouTuber，目前在华盛顿特区工作。哈里斯为Vox制作并主持了Borders系列节目。哈里斯于2019年推出了Bright Trip公司，通过影片旅遊课程帮助人们更智能地旅行。

## 個人生活
哈里斯與他的妻子Iz育有兩名兒子，Oliver和Henry。